# In Abhorrence Dementia
In Abhorrence Dementia – drugi album norweskiego zespołu blackmetalowego Limbonic Art. Wydany w 1997 roku przez norweską niezależną wytwórnię płytową Nocturnal Art Production.

## Lista utworów
1. "In Abhorrence Dementia" - 7:25
2. "A Demonoid Virtue" - 7:40
3. "Descend to Oblivion" (tylko na reedycjach płyty z 2001, 2010 oraz 2019 roku) - 5:31
4. "A Venomous Kiss of Profane Grace" - 7:05
5. "When Mind and Flesh Departs" - 7:38
6. "Deathtrip to a Mirage Asylum" - 12:13
7. "Under Burdens of Life's Holocaust" - 6:26
8. "Abyssmal Necromancy" (tylko na reedycjach płyty z 2001, 2010 oraz 2019 roku) - 6:55
9. "Oceania" - 0:43
10. "Behind the Mask Obscure" - 7:14
11. "Misanthropic Spectrum" - 7:15

## Twórcy
- Vidar "Daemon" Jensen - śpiew, gitara
- Krister "Morpheus" Dreyer - śpiew, gitara, instrumenty klawiszowe, okładka
- Anne "Morgana" Aasebø - śpiew
- Lizbeth F. - śpiew
- Peter Lundell - produkcja